# De asteroide Tsirillitis
De asteroide Tsirillitis is een stripverhaal uit de Ravian-reeks. Het verhaal is getekend door Jean-Claude Mézières met scenario van Pierre Christin en verscheen voor het eerst in 1970 in het derde nummer van de Pep Parade, uitgegeven door De Geïllustreerde Pers. Het verhaal werd eveneens gepubliceerd in het album Welkom op Alflolol van de reeks Ravian en Laureline door Sherpa in 2016.